# تیم کرینگ

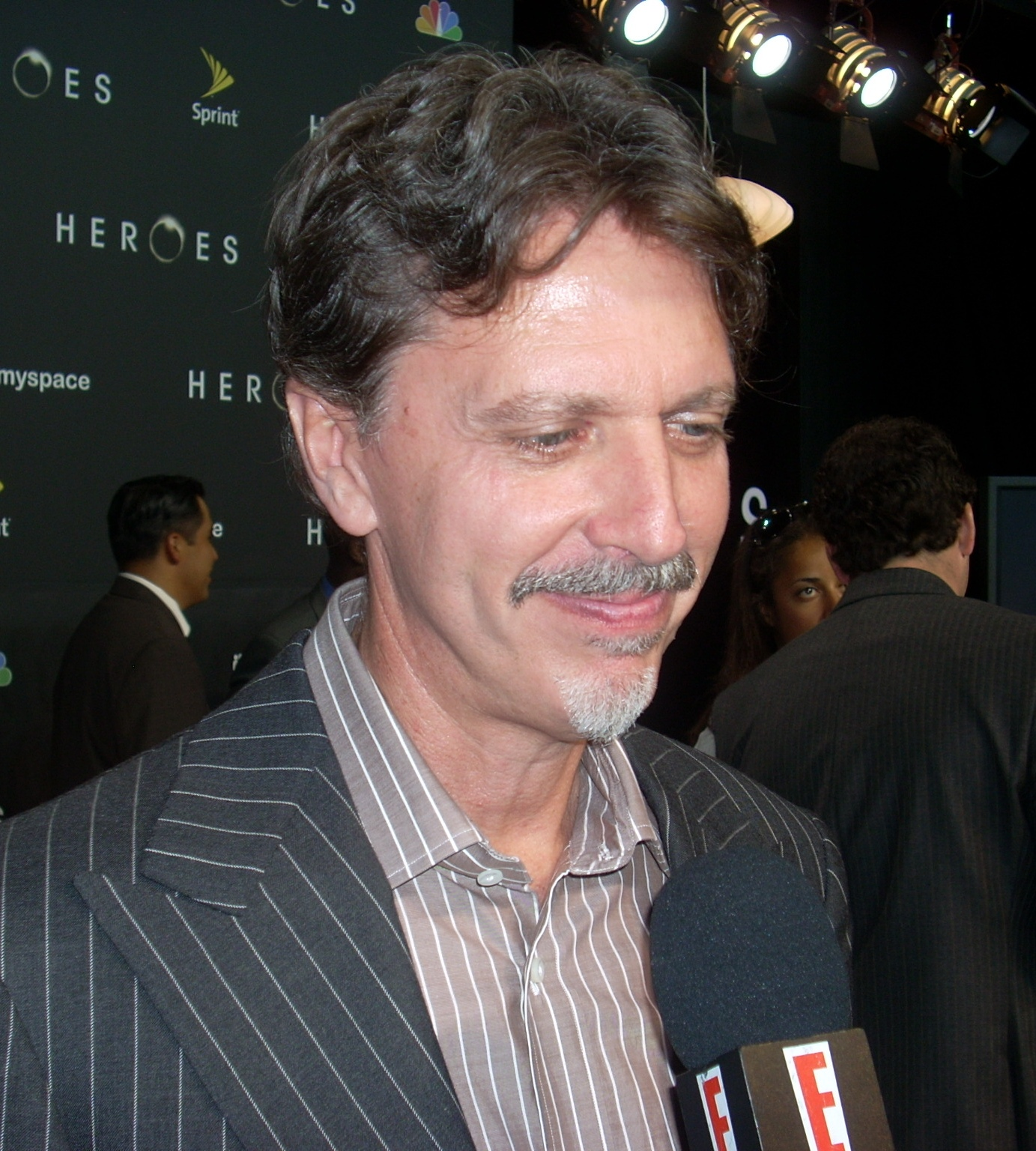

تیم کرینگ (انگلیسی: Tim Kring؛ زادهٔ ۹ ژوئیهٔ ۱۹۵۷) یک فیلم‌نامه‌نویس، هنرپیشه و نویسنده اهل ایالات متحده آمریکا است.

## گزیده فیلمشناسی
از فیلم‌ها یا برنامه‌های تلویزیونی که وی در آن نقش داشته‌است می‌توان به آثار زیر اشاره کرد.
| سال       | فیلم                  | نقش                             | توضیحات |
| --------- | --------------------- | ------------------------------- | ------- |
| ۱۹۹۶–۱۹۹۷ | Chicago Hope          | Producer                        |         |
| ۱۹۹۹–۲۰۰۲ | Strange World         | Creator                         |         |
| ۱۹۹۹–۲۰۰۱ | Providence            | Co-executive producer           |         |
| ۲۰۰۱–۲۰۰۷ | Crossing Jordan       | Creator/Executive producer      |         |
| ۲۰۰۶–۲۰۱۰ | قهرمان‌ها              | Creator/Executive producer      |         |
| ۲۰۱۲–۲۰۱۳ | تماس                  | Creator/Executive producer      |         |
| ۲۰۱۵      | Dig                   | Co-creator/Co-executive creator |         |
| ۲۰۱۵–۲۰۱۶ | قهرمان‌ها: تولد دوباره | Creator/Executive creator       |         |
| ۲۰۱۷–۲۰۱۸ | Beyond                | Executive creator               |         |